# Пет Мастелотто
Лі Патрік Мастелотто (нар. 10 вересня 1955 року) — американський рок-ударник і звукорежисер. Був учасником гуртів King Crimson, Stick Men, Mr. Mister та O.R.k., а також працював сесійним ударником гуртів XTC, The Pointer Sisters та The Rembrandts (зокрема з відомою піснею «I'll Be There for You» із серіалу «Друзі»). Крім того, він керував або був співкерівником в інших проєктах, зокрема Mastica, Tuner, TU та The Mastelottos.
У складі King Crimson Мастелотто спочатку, з 1994 по 1997 рік, був частиною складу так званого «Подвійного тріо» (Double Trio) і грав з Біллом Бруфордом у складі подвійної ударної установки. У 1997 році Бруфорд пішов з King Crimson, і Мастелотто відтоді став його постійним ударником, працюючи як сольно, так і в різних складах з ударниками, які прийшли пізніше, — Гевіном Гаррісоном, Біллом Ріфліном і Джеремі Стейсі.
Мастелотто активно використовує і постійно вдосконалює змішаний акустично-електронний метод гри на барабанах, який він називає «traps and buttons» і який передбачає прийоми й методи рок-, поп- та електронної танцювальної музики. Окрім гри на ударних, він також виконує ролі продюсера, інженера й мікшера і багато працює з цифровими аудіостанціями.

## Кар'єра

### Ранні роки таMr. Mister
Пет Мастелотто народився в каліфорнійському місті Чико. Він почав грати на барабанах у віці 10 років, а коли йому виповнилося 16, він уже грав у популярних місцевих гуртах. Ще старшокласником він їздив на кілька годин на озеро Тахо на концерти. У середині 1970-х він переїхав до Лос-Анджелеса і працював у численних гуртах і як студійний ударник. У цій ролі він працював із Мартіном Брілі, Голлі Найт, Scandal, Елом Джерро, The Pointer Sisters, Патті Лабелль, Кенні Логгінсом, Мартікою, Денні Вайлдом і Голлі Пенфілдом (Holly Penfield), а також грав на ударних на подвійному платиновому альбомі Rockland канадського рок-музиканта Кіма Мітчелла.
У 1983 році Мастелотто став одним із засновників гурту Mr. Mister. Гурт випустив альбом Welcome to the Real World, який містив сингли «Broken Wings» і «Kyrie». Вони записали чотири альбоми; четвертий, Pull, був записаний у 1989—1990 роках, але залишався невиданим до кінця 2010 року.
Після роботи з Mr. Mister Мастелотто продовжив сесійну роботу з такими музикантами, як XTC, The Sugarcubes, Hall & Oates, Cock Robin, The Rembrandts, Джуд Коул, Едді Мані, Тіна Арена, Метью Світ, Джулія Фордгем, Робін Гічкок і Девід Сильвіан. У 1991 році Мастелотто став співпродюсером першого сольного альбому Пітера Кінгсбері, після чого Роберт Фріпп запросив його приєднатися до гурту King Crimson.

### У складіKing Crimson
Мастелотто увійшов до складу гурту King Crimson у 1994 році, ставши ударником, який пропрацював у ньому найдовше. Він був першим із двох ударників, які увійшли до складу «Подвійного тріо» в середині 1990-х; другим був попередній ветеран King Crimson Білл Бруфорд. Мастелотто і Бруфорд працювали в «Подвійному тріо» паралельно, граючи різні партії в різних стилях, іноді разом, а іноді поодинці. Після виходу Бруфорда зі складу King Crimson у 1997 році Мастелотто став єдиним ударником гурту. Він грав переважно на електронній установці Roland V-Drums, додаючи електронні барабанні петлі й текстури, створені завдяки його інтересу до інтелектуальної танцювальної музики і драм-енд-бейсу. У 2008 році до King Crimson прийшов ще один ударник Гевін Гаррісон, і ударників знову стало двоє.
З 2013 по 2021 рік Мастелотто грав у King Crimson як один із трьох ударників — спочатку з Гаррісоном і Біллом Ріфліном, а згодом з Гаррісоном і Джеремі Стейсі (склади Seven Headed Beast і Three over Five). У кожному з цих складів Мастелотто також брав на себе розширену роль перкусіоніста, використовуючи численні звукові ефекти, семпли й програми — тобто взявши на себе частину функцій, яку колись, у 1972 році, виконував у King Crimson перкусіоніст Джеймі М'юр.
Мастелотто з'явився на трьох студійних альбомах King Crimson — THRAK (1995), The ConstruKction of Light (2000) і The Power to Believe (2003), на кількох мініальбомах і на численних концертних релізах, випущених між 1995 і 2022 роками.

### У гуртах, пов'язаних із King Crimson
Під час і паралельно з роботою у King Crimson Мастелотто був невіддільною частиною кількох гуртів, пов'язаних із King Crimson. Він продюсував, редагував і зводив релізи ProjeKct 3 і ProjeKct 4 підгруп ProjeKcts, а також грав у них, відіграючи вирішальну роль у ProjeKct 3, що перебував під впливом IDM.
Мастелотто також грав із гуртом League of Crafty Guitarists, на базі якого формувалися інші пов'язані з Фріппом гурти; одним із них був California Guitar Trio (CGT). Разом із Тоні Левіним і CGT були створені, наприклад, кавер-версії композицій Mahavishnu Orchestra.
Нині Мастелотто працює з бас-гітаристом King Crimson Тоні Левіним і гітаристом гурту centrozoon Маркусом Ройтером в артрок-тріо Stick Men. Він також є учасником прогресивних/експериментальних груп TU з іншим «випускником» King Crimson Треєм Ганном, у KTU з Ганном, Кіммо Похьоненом і Самулі Косміненом (Samuli Kosminen) і в Tuner (дует із Маркусом Ройтером).
Мастелотто був одним із двох ударників у Crimson ProjeKt — гурті із шести музикантів зі Stick Men та Adrian Belew Power Trio, які об'єдналися з метою грати музику King Crimson 1980—2000-х років. Разом з інженером і програмістом Біллом Муньйоном (Bill Munyon) Мастелотто заснував IDM-проєкт BPM&M. На цей момент гурт записав один альбом XtraKcts & ArtifaKcts (2001), у якому використовувалися або були опрацьовані семпли багатьох учасників та соратників King Crimson). На початку 2021 року Мастелотто зі своєю дружиною Деборою як вокалісткою випустив альбом A Romantic's Guide to King Crimson, записаний гуртом The Mastelottos. До альбому увійшли перероблені версії 12 пісень King Crimson, умисно переаранжовані в стилі поп, щоб підкреслити пісенну творчість гурту та її «м'якішу» сторону.

### O.R.k.
У 2015 році Мастелотто разом із Кармело Піпітоне (гітарист італійського гурту Marta sui Tubi), Лоренцо Еспозіто Форнасарі (вокаліст і клавішник гуртів Berserk! і Obake) і Коліном Едвіном (колишній басист Porcupine Tree) створили новий важкий прогрок-гурт під назвою O.R.k. Гурт випустив чотири альбоми:
- Inflamed Rides[36] (2015)
- Soul of an Octopus[37] (2017)
- Ramagehead[38] (2019, з обкладинкою Адама Джонса з гурту Tool)
- Screamnasium[39] (2022)

### Інші проєкти
Серед інших проєктів Мастелотто Mastica — американське артрок-тріо з Марком Вільямсом (Mark «Gum B.» Williams) з гурту Poi Dog Pondering/Алехандро Есковедо та Монікою Чемпіон (Monica «MonKey» Champion) із Baboon Orchestra) та проєкт MPTU з гітаристом гурту Little Feat Філом Брауном (Phil Brown), співаком Малфордом Мілліганом та басистом гуртів Spirit, Firefall та Heart Марком Андесом. Мастелотто продовжує виступати з Джеєм Террієном (Jay Terrien), ударником Террі Боззіо, басистом Тоні Левіним, гуртами Cock Robin, Mecca, Herd of Instinct, California Guitar Trio. Крім того, Мастелотто брав участь у відомих телевізійних програмах.
Після переїзду до Остіна, штат Техас, Мастелотто працював із місцевими гуртами Storyville, ...And You Will Know Us by the Trail of Dead, Аброю Мур, та Памелією Курстін, яка грає на терменвоксі. У 2007 році Мастелотто відправився в турне з гуртом The Flower Kings по Європі на підтримку їхнього альбому The Sum of No Evil, після чого виступив на масштабному фестивалі «Створення світу» в Казані, Росія, разом з Адріаном Белью, Тоні Левіним та Едді Джобсоном.
У 2010 році було створено ще один новий проєкт, HoBoLeMa, з Левіним, Боззіо та Аланом Голдсвортом. У 2014 році Мастелотто випустив спільний альбом із Тобіасом Ральфом (Tobias Ralph) під назвою ToPaRaMa.

## Дискографія[47]
| Рік  | Гурт / музикант                                                                      | Назва альбому                                                  | Внесок                                                                                 |
| 1980 | Shandi                                                                               | Shandi                                                         | Ударні                                                                                 |
| 1983 | Мартін Брілі                                                                         | One Night with a Stranger                                      | Ударні                                                                                 |
| 1984 | Mr. Mister                                                                           | I Wear the Face                                                | Ударні, перкусія, програмування                                                        |
| 1984 | Scandal                                                                              | Warrior                                                        | Ударні                                                                                 |
| 1984 | Марк Ентоні Томпсон (Marc Anthony Thompson, також відомий як Chocolate Genius, Inc.) | Marc Anthony Thompson                                          | Ударні                                                                                 |
| 1984 | Джек Вагнер                                                                          | All I Need                                                     | Ударні                                                                                 |
| 1984 | Ел Джерро                                                                            | High Crime                                                     | Електричні ударні                                                                      |
| 1985 | Cock Robin                                                                           | Cock Robin                                                     | Перкусія, електричні ударні                                                            |
| 1985 | Нік Гілдер                                                                           | Nick Gilder                                                    | Ударні                                                                                 |
| 1985 | Mr. Mister                                                                           | Welcome to the Real World                                      | Ударні, програмування, спільне виробництво                                             |
| 1985 | The Pointer Sisters                                                                  | Contact                                                        | Ударні, програмування                                                                  |
| 1985 | Денні О'Кіф                                                                          | Reux                                                           | Ударні, програмування                                                                  |
| 1986 | Едді Мані                                                                            | Can't Hold Back                                                | Ударні, програмування                                                                  |
| 1986 | Патті Лабелль                                                                        | Winner in You                                                  | Програмування                                                                          |
| 1986 | Саундтрек                                                                            | «Молода кров»                                                  | Ударні                                                                                 |
| 1986 | Саундтрек                                                                            | «Американський гімн»                                           | Ударні                                                                                 |
| 1986 | Саундтрек                                                                            | «Хапай і біжи»                                                 | Ударні                                                                                 |
| 1986 | Саундтрек                                                                            | «Чудовий безлад»                                               | Ударні                                                                                 |
| 1987 | Марк Джордан                                                                         | Talking Through Pictures                                       | Ударні, програмування                                                                  |
| 1987 | The Truth                                                                            | Weapons of Love                                                | Ударні                                                                                 |
| 1987 | Mr. Mister                                                                           | Go On...                                                       | Ударні, програмування, спільне виробництво                                             |
| 1988 | Кенні Логгінс                                                                        | Back to Avalon                                                 | Програмування, спільне виробництво, ударні                                             |
| 1988 | Саундтрек                                                                            | Rain People                                                    | Ударні, перкусія                                                                       |
| 1988 | Саундтрек                                                                            | Stand and Deliver                                              | Ударні                                                                                 |
| 1988 | Кевін Релі                                                                           | Delusions of Grandeur                                          | Ударні                                                                                 |
| 1989 | Кім Мітчелл                                                                          | Rockland                                                       | Програмування, продюсування                                                            |
| 1989 | Cock Robin                                                                           | First Love / Last Rites                                        | Ударні, перкусія                                                                       |
| 1989 | XTC                                                                                  | Oranges and Lemons                                             | Ударні, перкусія, програмування                                                        |
| 1990 | Марк Джордан                                                                         | C.O.W.                                                         | Ударні                                                                                 |
| 1990 | Джуд Коул                                                                            | A View from 3rd Street                                         | Ударні, перкусія                                                                       |
| 1990 | Hall & Oates                                                                         | Change of Season                                               | Ударні                                                                                 |
| 1990 | The Rembrandts                                                                       | The Rembrandts                                                 | Ударні, перкусія                                                                       |
| 1991 | Пітер Кінгсбері                                                                      | A Different Man                                                | Ударні, перкусія, програмування, продюсування                                          |
| 1991 | Пітер Кінгсбері                                                                      | Pete & Pat                                                     | Ударні, перкусія, програмування, продюсування                                          |
| 1991 | Мартіка                                                                              | Martika's Kitchen                                              | Ударні                                                                                 |
| 1991 | Мігель Матеос                                                                        | Kryptonitia                                                    | Ударні                                                                                 |
| 1991 | Боб Гелліган                                                                         | Window in the Wall                                             | Ударні                                                                                 |
| 1991 | Робін Гітчкок                                                                        | Perspex Island                                                 | Перкусія                                                                               |
| 1991 | Keedy                                                                                | Chase the Clouds                                               | Ударні                                                                                 |
| 1991 | Too Much Joy                                                                         | Cereal Killers                                                 | Додаткові ударні, перкусія                                                             |
| 1991 | Денні Вайлд                                                                          | The Boyfriend                                                  | Ударні                                                                                 |
| 1992 | Джуд Коул                                                                            | Start the Car                                                  | Ударні                                                                                 |
| 1992 | Майкл Пенн                                                                           | Free-for-All                                                   | Ударні                                                                                 |
| 1992 | The Rembrandts                                                                       | Untitled                                                       | Ударні, перкусія                                                                       |
| 1992 | Робін Бек                                                                            | Human Instinct                                                 | Ударні                                                                                 |
| 1992 | The Sugercubes                                                                       | Stick Around for Joy                                           | Додаткова перкусія                                                                     |
| 1993 | Мюррей Еттевей                                                                       | In Thrall                                                      | Ударні, перкусія                                                                       |
| 1993 | Лорен Крісті                                                                         | Lauren Christy                                                 | Ударні                                                                                 |
| 1993 | Мері Лу Лорд                                                                         | Real                                                           | Ударні, перкусія                                                                       |
| 1994 | Девід Сильвіан / Роберт Фріпп                                                        | Damage: Live                                                   | Акустичні й електричні ударні                                                          |
| 1994 | Трей Ганн                                                                            | One Thousand Years                                             | Ударні                                                                                 |
| 1994 | Тед Гокінс                                                                           | The Next Hundred Years                                         | Ударні, перкусія                                                                       |
| 1994 | Данієль Брісбуа                                                                      | Arrive All over You                                            | Ударні                                                                                 |
| 1994 | Prometheus                                                                           | Prometheus                                                     | Ударні, перкусія                                                                       |
| 1995 | Тіна Арена                                                                           | Don't Ask                                                      | Ударні, перкусія                                                                       |
| 1995 | Джуд Коул                                                                            | I Don't Know Why I Act This Way                                | Ударні, перкусія                                                                       |
| 1995 | King Crimson                                                                         | B'Boom                                                         | Ударні                                                                                 |
| 1995 | King Crimson                                                                         | THRAK                                                          | Ударні                                                                                 |
| 1995 | King Crimson                                                                         | Vrooom                                                         | Ударні                                                                                 |
| 1995 | King Crimson                                                                         | Dinosaur                                                       | Аксесуари, електричні ударні, перкусія                                                 |
| 1995 | The Rembrandts                                                                       | L.P.                                                           | Ударні                                                                                 |
| 1995 | Різні музиканти                                                                      | A Testimonial Dinner: The Songs of XTC                         | Ударні                                                                                 |
| 1996 | Пітер Кінгсбері                                                                      | Once in a Million                                              | Ударні                                                                                 |
| 1996 | Трей Ганн                                                                            | The Third Star                                                 | Ударні, перкусія, інжиніринг                                                           |
| 1996 | King Crimson                                                                         | Thrakattak                                                     | Перкусія                                                                               |
| 1996 | Річард Пейдж                                                                         | Shelter Me                                                     | Перкусія, ударні, програмування                                                        |
| 1997 | Різні музиканти                                                                      | Poptopia! 90's Power Pop Classics                              | Перкусія, ударні                                                                       |
| 1998 | Денні Вайлд                                                                          | Spin This                                                      | Ударні                                                                                 |
| 1998 | Тед Гокінс                                                                           | Ted Hawkins Story: Suffer No More                              | Перкусія, ударні                                                                       |
| 1998 | Storyville                                                                           | Dog Years                                                      | Програмування ударних                                                                  |
| 1999 | Magna Carta                                                                          | Tribute to ELP                                                 | Акустичні й електричні ударні, перкусія                                                |
| 1999 | King Crimson                                                                         | Cirkus                                                         | Акустичні й електричні ударні, перкусія                                                |
| 1999 | King Crimson                                                                         | The ProjeKcts (+ Deception of the Thrush)                      | Електронні ударні та кнопки                                                            |
| 1999 | Трей Ганн                                                                            | Surfacings 1 — Raw Power                                       | Перкусія                                                                               |
| 1999 | MasticA                                                                              | '99                                                            | Електронні ефекти                                                                      |
| 2000 | King Crimson                                                                         | The ConstruKction of Light                                     | Ударні, перкусія, «traps and buttons»                                                  |
| 2000 | ProjeKct X                                                                           | Heaven and Earth                                               | Ударні, перкусія, «traps and buttons»                                                  |
| 2000 | King Crimson                                                                         | Heavy ConstruKction                                            | Ударні, «traps and buttons»                                                            |
| 2000 | Bozzio/Mastelotto                                                                    | BoMo                                                           | Ударні                                                                                 |
| 2000 | King Crimson                                                                         | A Beginners' Guide to the King Crimson Collectors' Club        | Ударні, «traps and buttons»                                                            |
| 2001 | BPM&M                                                                                | XtraKcts & ArtifaKcts                                          | Електронні ефекти                                                                      |
| 2001 | King Crimson                                                                         | Vrooom Vrooom                                                  | Ударні, «traps and buttons»                                                            |
| 2001 | King Crimson                                                                         | Level Five                                                     | Ударні, «traps and buttons»                                                            |
| 2001 | Деррен Лок (Darren Lock)                                                             | Money for Old Rope                                             | Ударні, «traps and buttons», звукові петлі                                             |
| 2002 | TU                                                                                   | TU                                                             | Ударні, «traps and buttons»                                                            |
| 2002 | California Guitar Trio + Tony Levin and Pat Mastelotto (CG3+2)                       | CG3+2                                                          | Ударні                                                                                 |
| 2002 | MasticA                                                                              | MasTicAttacK                                                   | Ударні, «traps and buttons»                                                            |
| 2003 | Трей Ганн                                                                            | Untune The Sky                                                 | Електронні ефекти                                                                      |
| 2003 | TU                                                                                   | Thunderbird Suite                                              | Електронні ефекти                                                                      |
| 2003 | King Crimson                                                                         | The Power To Believe                                           | Ударні, «traps and buttons»                                                            |
| 2003 | King Crimson                                                                         | The Power To Believe Tour Box                                  | Ударні, перкусія                                                                       |
| 2004 | Том Грісграбер (Tom Griesgraber)                                                     | A Whisper in the Thunder                                       | Ударні                                                                                 |
| 2004 | TU                                                                                   | Official LIVE Bootleg                                          | Ударні, «traps and buttons»                                                            |
| 2004 | KTU                                                                                  | 8 Armed Monkey                                                 | Ударні, «traps and buttons»                                                            |
| 2005 | centrozoon                                                                           | Never Trust The Way You Are                                    | Ударні, «traps and buttons»                                                            |
| 2007 | Quodia                                                                               | The Arrow                                                      | Ударні, «traps and buttons»                                                            |
| 2007 | Тоні Левін                                                                           | Stick Man                                                      | Ударні, перкусія                                                                       |
| 2007 | Tuner                                                                                | Pole                                                           | Ударні, «traps and buttons»                                                            |
| 2007 | Трей Ганн                                                                            | Raw Power From Trey Gunn                                       | Ударні, «traps and buttons»                                                            |
| 2008 | Пет Мастелотто і Памелія Курстін                                                     | Tunisia                                                        | Ударні, комп'ютер, клавіші, перкусія                                                   |
| 2008 | No-Man                                                                               | Schoolyard Ghosts                                              | Ударні, перкусія                                                                       |
| 2008 | Трей Ганн                                                                            | Music For Pictures                                             | Ударні, «traps and buttons»                                                            |
| 2008 | California Guitar Trio                                                               | Echoes                                                         | Ударні                                                                                 |
| 2009 | Джуді Дібул                                                                          | Talking with Strangers                                         | Ударні, перкусія                                                                       |
| 2009 | Маркус Ройтер та Іен Бодді                                                           | Dervish (DiN33)                                                | Електронні ефекти                                                                      |
| 2009 | KTU                                                                                  | Quiver                                                         | Ударні, «traps and buttons»                                                            |
| 2009 | Stick Men                                                                            | Scarlett's Other Wheel                                         | Ударні, «traps and buttons»                                                            |
| 2010 | Stick Men                                                                            | Soup                                                           | Ударні                                                                                 |
| 2010 | Джулі Слік                                                                           | Julie Slick                                                    | Ударні                                                                                 |
| 2010 | Трей Ганн                                                                            | I'll Tell You What I Saw                                       | Ударні, «traps and buttons»                                                            |
| 2010 | Тім Мотцер (Tim Motzer) та Маркус Ройтер                                             | Descending                                                     | Електронні ефекти                                                                      |
| 2010 | Mr. Mister                                                                           | Pull                                                           | Ударні, перкусія                                                                       |
| 2011 | Naked Truth                                                                          | Shizaru                                                        | Ударні                                                                                 |
| 2011 | TU                                                                                   | Live in Russia                                                 | Ударні, «traps and buttons»                                                            |
| 2011 | Moonbound                                                                            | Peak оf Eternal Light                                          | Ударні                                                                                 |
| 2011 | Herd of Instinct                                                                     | Herd of Instinct                                               | Ударні                                                                                 |
| 2011 | Стівен Вілсон                                                                        | Grace for Drowning                                             | Ударні, «traps and buttons»                                                            |
| 2011 | Stick Men                                                                            | Absalom                                                        | Ударні, перкусія                                                                       |
| 2011 | Stick Men                                                                            | Real PROG: Work In PROGgress                                   | Ударні, перкусія                                                                       |
| 2012 | Джулі Слік                                                                           | Terroir                                                        | Ударні, перкусія                                                                       |
| 2012 | Naked Truth                                                                          | Ouroboros                                                      | Ударні, перкусія                                                                       |
| 2012 | Stick Men                                                                            | Open                                                           | Ударні, перкусія                                                                       |
| 2012 | Лоренцо Фелічіаті (Lorenzo Feliciati)                                                | Frequent Flyer                                                 | Ударні, перкусія                                                                       |
| 2013 | Stick Men                                                                            | Unleashed — Live Improvs 2013                                  | Ударні, перкусія                                                                       |
| 2013 | ProjeKcts                                                                            | Official Bootleg — Live 2012                                   | Ударні, «traps and buttons»                                                            |
| 2013 | Лукас Лі (Lucas Lee)                                                                 | Normalcy Bias                                                  | Ударні, електронні ударні, перкусія, Cymbow, конструювання ударних, інжинірінг ударних |
| 2013 | Mumpbeak                                                                             | Mumpbeak                                                       | Ударні, перкусія                                                                       |
| 2013 | Джуді Дібул                                                                          | Flow and Change                                                | Ударні                                                                                 |
| 2013 | Stick Men                                                                            | Deep                                                           | Ударні, «traps and buttons»                                                            |
| 2013 | Berserk!                                                                             | Berserk!                                                       | Ударні                                                                                 |
| 2014 | Пет Мастелотто і Тобіас Ральф (Tobias Ralph)                                         | ToPaRaMa                                                       | Ударні, перкусія                                                                       |
| 2014 | Radz                                                                                 | Big Second                                                     | Ударні, вокал                                                                          |
| 2014 | Stick Men                                                                            | Power Play                                                     | Ударні, «traps and buttons»                                                            |
| 2014 | ProjeKcts                                                                            | Live in Tokyo                                                  | Ударні, перкусія                                                                       |
| 2014 | King Crimson                                                                         | Live at the Orpheum                                            | Ударні, перкусія, «traps and buttons»                                                  |
| 2014 | Джулі Слік / Марко Мачера (Marco Machera)                                            | Fourth Dementia                                                | Ударні                                                                                 |
| 2014 | Stick Men                                                                            | SUPERCOLLIDER: Best of 2010—2014                               | Ударні, «traps and buttons»                                                            |
| 2015 | Тім Боунесс                                                                          | Stupid Things That Mean the World                              | Ударні                                                                                 |
| 2015 | Маркус Ройтер                                                                        | Mundo Nuevo                                                    | Ударні, перкусія, «traps and buttons»                                                  |
| 2015 | Stick Men + Девід Кросс                                                              | Midori — Live In Tokyo 2015                                    | Ударні, перкусія                                                                       |
| 2015 | Лоренцо Фелічіаті (Lorenzo Feliciati)                                                | Koi                                                            | Ударні, перкусія                                                                       |
| 2015 | KoMaRa                                                                               | KoMaRa                                                         | Ударні, перкусія                                                                       |
| 2015 | O.R.k.                                                                               | Inflamed Rides                                                 | Ударні, перкусія                                                                       |
| 2016 | King Crimson                                                                         | Live in Toronto                                                | Ударні, перкусія                                                                       |
| 2016 | King Crimson                                                                         | Radical Action To Unseat the Hold of Monkey Mind               | Ударні, перкусія                                                                       |
| 2016 | Stick Men                                                                            | Prog Noir                                                      | Ударні, перкусія, «traps and buttons»                                                  |
| 2016 | Naked Truth                                                                          | Avian Thug                                                     | Ударні, перкусія                                                                       |
| 2016 | King Crimson                                                                         | Live in Vienna                                                 | Ударні, перкусія                                                                       |
| 2017 | King Crimson                                                                         | Live in Chicago (Collector's Club Special Edition)             | Ударні, перкусія                                                                       |
| 2017 | O.R.k.                                                                               | Soul of an Octopus                                             | Ударні, перкусія                                                                       |
| 2017 | King Crimson                                                                         | Meltdown: Live In Mexico                                       | Ударні, перкусія                                                                       |
| 2017 | Stick Men + Mel Collins                                                              | Roppongi                                                       | Ударні, перкусія                                                                       |
| 2017 | Gaudi                                                                                | Magnetic                                                       | Ударні, перкусія                                                                       |
| 2017 | Stick Men                                                                            | Prog Noir (Bonus Tracks)                                       | Ударні, перкусія, «traps and buttons»                                                  |
| 2017 | King Crimson                                                                         | Heroes                                                         | Ударні, перкусія                                                                       |
| 2017 | Echotest                                                                             | From Two Balconies                                             | Ударні, перкусія                                                                       |
| 2017 | Пет Мастелотто / Маркус Ройтер                                                       | FACE                                                           | Ударні, перкусія, «traps and buttons»                                                  |
| 2017 | Лоренцо Фелічіаті (Lorenzo Feliciati)                                                | Elevator Man                                                   | Ударні, перкусія                                                                       |
| 2017 | O.R.k.                                                                               | «I'm Afraid of Americans» (сингл)                              | Ударні, перкусія                                                                       |
| 2018 | King Crimson                                                                         | The Elements — 2018 Tour Box                                   | Ударні, перкусія, «traps and buttons»                                                  |
| 2018 | Джуді Дібул                                                                          | Earth Is Sleeping                                              | Ударні                                                                                 |
| 2019 | King Crimson                                                                         | Heaven & Earth                                                 | Ударні, перкусія, «traps and buttons»                                                  |
| 2019 | King Crimson                                                                         | The Elements — 2019 Tour Box                                   | Ударні, перкусія, «traps and buttons»                                                  |
| 2019 | O.R.k.                                                                               | Ramagehead                                                     | Ударні, перкусія                                                                       |
| 2019 | Stick Men + Девід Кросс                                                              | PanAmerica — Live In Latin America                             | Ударні, перкусія                                                                       |
| 2020 | King Crimson                                                                         | The Elements — 2020 Tour Box                                   | Ударні, перкусія                                                                       |
| 2020 | Stick Men + Гері Хасбенд                                                             | Owari — Live in Japan                                          | Ударні, перкусія                                                                       |
| 2020 | Лоренцо Фелічіаті (Lorenzo Feliciati) і Пет Мастелотто                               | Portal                                                         | Ударні, перкусія, «traps and buttons»                                                  |
| 2020 | Лоренцо Фелічіаті (Lorenzo Feliciati), Пет і Дебора Мастелотто                       | PORTAL: The Night DJ                                           | Ударні, перкусія, «traps and buttons»                                                  |
| 2020 | Девід Коллар за участю Пета Мастелотто і Арве Генріксена                             | Crime on the Bunny (сингл)                                     | Ударні                                                                                 |
| 2021 | Стівен Вілсон                                                                        | P@ Remix Ep.1: 2009 Salvaging                                  | Ударні, перкусія, «traps and buttons», продюсування                                    |
| 2021 | The Mastelottos                                                                      | A Romantic's Guide to King Crimson                             | Ударні, перкусія, «traps and buttons», продюсування                                    |
| 2021 | Елена Сомаре (Elena Somaré)                                                          | RESPIRO                                                        | Тихе постукування ногою                                                                |
| 2021 | Террі Боззіо і Пет Мастелотто                                                        | Mo BoMo                                                        | Ударні                                                                                 |
| 2021 | The Mastelottos                                                                      | Tunisia                                                        | Електронні ефекти, ударні, комп'ютер, клавіші, перкусія                                |
| 2021 | Стівен Вілсон                                                                        | P@ Remix Ep.2: 2009 Lost Siblings remixes extras and outakes   | Ударні, перкусія, «traps and buttons», продюсування                                    |
| 2021 | The Mastelottos                                                                      | People — Mix by Mark Pistel and Lester Temple                  | Ударні                                                                                 |
| 2021 | Bill Rieflin                                                                         | Interstellar Bill                                              | Продюсування                                                                           |
| 2021 | The Mastelottos                                                                      | Annunciation 2021                                              | Електронні ударні, звукове оформлення тощо                                             |
| 2021 | KTU                                                                                  | Vitruvian                                                      | Ударні, пристрої для створення ритму                                                   |
| 2021 | Стівен Вілсон                                                                        | P@ Remix Ep 3: 2009 NSRG3NTS R3MXS 3 songs / 3 remixes of each | Ударні, перкусія, «traps and buttons», продюсування                                    |
| 2021 | Frost*                                                                               | Day and Age                                                    | Ударні                                                                                 |
| 2021 | Террі Боззіо і Пет Мастелотто                                                        | BoMo setup sound check at One World Theatre                    | Ударні                                                                                 |
| 2021 | Ісілдурс Бейн (Isildurs Bane) & Пітер Геммілл                                        | In Disequilibrium                                              | Ударні                                                                                 |
| 2022 | Stick Men                                                                            | Tentacles                                                      | Акустичні й електронні ударні, перкусія                                                |
| 2022 | Mask of Confidence                                                                   | Mask of Confidence                                             | Ударні, перкусія                                                                       |
| 2022 | The Mastelottos                                                                      | NAKED — A Romantic's Guide to King Crimson/Instrumental        | Ударні, перкусія, «traps and buttons», продюсування                                    |
| 2022 | MaLo                                                                                 | IMPRINT                                                        | Ударні NORD                                                                            |
| 2022 | Through the Wire                                                                     | Through the Wire, Volume Five                                  | Ударні                                                                                 |
| 2022 | O.R.k.                                                                               | Screamnasium                                                   | Акустичні й електронні ударні                                                          |
| 2022 | Unquiet Music Ltd                                                                    | «I Succumb» (сингл)                                            | Звукові ефекти                                                                         |
| 2023 | Stick Men                                                                            | Umeda                                                          | Акустичні й електронні ударні, перкусія                                                |
| 2023 | Марко Мачера (Marco Machera)                                                         | Dormiveglia                                                    | Ударні                                                                                 |
| 2023 | Різні музиканти                                                                      | Meddle Reimagined                                              | Ударні                                                                                 |
| 2023 | tu-NER                                                                               | T1 — Contact Information                                       | Ударні, електронні ефекти, вокодер                                                     |
| 2023 | Unquiet Music Ltd                                                                    | MEMEmusic                                                      | Електронні ударні, звукові ефекти                                                      |
| 2023 | Through the Wire                                                                     | Through the Wire Volume Eight                                  | Ударні, перкусія                                                                       |
| 2023 | Стефано Панунці (Stefano Panunzi)                                                    | Pages from the Sea                                             | Ударні                                                                                 |
| 2024 | Луз де Ріада (Luz De Riada)                                                          | Rizoma                                                         | Ударні                                                                                 |
| 2024 | The Prog Collective                                                                  | Dark Encounters                                                | Ударні (трек «For All to See»)                                                         |
| 2024 | Through the Wire                                                                     | Through the Wire Volume Nine                                   | Ударні, перкусія                                                                       |
| 2024 | tu-NER                                                                               | T2 — For Lovers                                                | Ударні, електроніка                                                                    |
| 2024 | Марко Мачера (Marco Machera) і Пет Мастелотто                                        | Live in Luni 20240628                                          | Ударні, перкусія, електроніка                                                          |
| 2024 | Джуд Коул                                                                            | New You-niverse                                                | Ударні                                                                                 |
| 2024 | Тоні Левін                                                                           | Bringing It Down To The Bass                                   | Ударні (трек «Bungie Bass»)                                                            |
| 2024 | Ренді Мак-Стайн                                                                      | Mutual Hallucinations                                          | Ударні, перкусія (трек «counterintuitive»)                                             |
| 2024 | Stick Men                                                                            | Swimming in Tea                                                | Акустичні й електронні ударні, перкусія                                                |
| 2024 | Енді Лумі (Andy Toomey)                                                              | Perseus Calling (у виконанні Stick Men)                        | Ударні                                                                                 |
| 2025 | O.R.k.                                                                               | Firehose of Falsehoods                                         | Ударні, перкусія                                                                       |